# Província de Rennell e Bellona

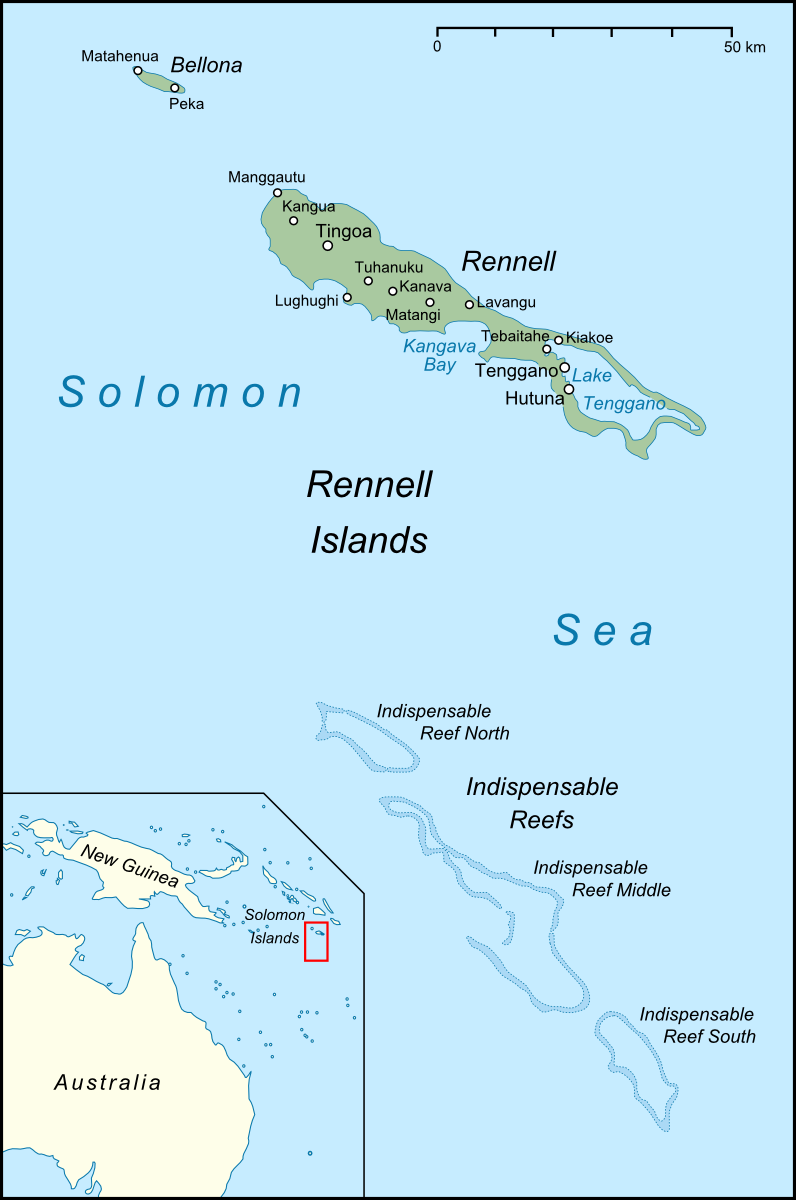
Mapa da Província de Rennell e Bellona.

Bandeira da província de Rennell e Bellona, Ilhas Salomão.

A Província de Rennell e Bellona é uma das nove províncias das Ilhas Salomão, no Oceano Pacífico. A sua capital é Tigoa (também chamada Tingoa) na ilha Rennell, que é a maior desta província. 
A província de Rennell e Bellona é grande mas muito pouco povoada. Em 2009 tinha 3041 habitantes.
As ilhas que formam a província são a Ilha Rennell e a Ilha Bellona, e os desabitados Recifes Indispensáveis.